# Colt M1911
Colt M1911 är en automatpistol med kaliber .45 ACP. Den designades av John Moses Browning och var standardsidovapen inom USA:s väpnade styrkor mellan 1911 och 1985. 
Den hade sitt ursprung i en annan pistol utvecklad av Browning, men som dock inte hade någon framgång då den ansågs för komplicerad. En ny modell togs dock fram och testades 1911 av amerikanska försvaret i jämförelse med automatpistoler av Savages och Lugers fabrikat. Browningen visade sig bäst bestå testet. Ett krav var att pistolen skulle ha 0,45 tums kaliber. En ny modell, Colt M1911 A1 infördes 1923.
Modellen tillverkades ursprungligen av företaget Colt's Manufacturing Company. Den tillverkades i mer än 2 miljoner exemplar. M1911:an ersattes i amerikansk tjänst av Beretta 92 (amerikansk militärbeteckning M9) eftersom man ville ha ett enhandsvapen i NATO:s standardkaliber 9 mm Parabellum.